# ヴィルヘルム・ロイブナー
ヴィルヘルム・ロイブナー（Wilhelm Loibner、1909年1月5日 - 1971年4月25日）は、オーストリアの指揮者。

## 来歴
ウィーンに生まれる。ウィーン音楽アカデミーでフランツ・シュミット、クレメンス・クラウスにピアノ、作曲、指揮の面で師事した。また、他の教授からホルンとフルートを学んでいる。卒業後はウィーン国立歌劇場でプロンプターに就任する一方、1931年、声楽教授とウィーン国立歌劇場副指揮者として師クラウスを初め、ブルーノ・ワルター、アルトゥーロ・トスカニーニら巨匠たちの助手として重要な働きをした。1937年、同歌劇場第1指揮者に就任する。1940年代半ば、トーンキュンストラー管弦楽団首席指揮者となる。1957年から1959年、ジョゼフ・ローゼンストックの後任としてNHK交響楽団常任指揮者に就任する。帰国後、ウィーン国立歌劇場に出演するなどしたが病気がちだったとも言われ、62歳でウィーンに没した。
厳しいローゼンストックの後任ということで楽員が「どういう指揮者なのか？」と様子を窺っていたところ、ローゼンストックのように締め付けるような練習スタイルとは打って変わって、「楽しく練習しましょう」的な練習スタイルだったため一安心したというエピソードもある（なお、ロイブナーの後任であるヴィルヘルム・シュヒターは、「ローゼンストックさんの何十倍も怖い人（岩城宏之曰く）」だった）。また、外山雄三によれば非常に涙もろい人物だったようであり、定期公演でグスタフ・マーラーの『大地の歌』を指揮している途中で、演奏とソリストに感動して涙した、という話も残っている。
N響時代には、同楽団の定期演奏会が400回を迎えたため、400回定期とその前後をいわゆる「ドイツ音楽3大B」の音楽で構成するプログラムを編成した。
- 第399回：ルートヴィヒ・ヴァン・ベートーヴェン / 『エグモント』の音楽、交響曲第9番
- 第400回：ヨハネス・ブラームス / ハイドンの主題による変奏曲、ヴァイオリン協奏曲、交響曲第1番
- 第401回：ヨハン・ゼバスティアン・バッハ / ミサ曲ロ短調（日本初演）

N響には常任を離れた後の1963年暮れから1964年1月にも来演し、第九公演やヨハン・シュトラウス2世の『こうもり』全曲（演奏会形式）を指揮している。なお、第九公演なども含め、ソプラノ歌手を必要とするプログラムでは、夫人でエディタ・グルベローヴァの師であるソプラノ歌手ルティルデ・ベッシュと多くの夫妻共演をしている。
レパートリーとしては「ドイツ音楽3大B」がメインとなっていたが、N響常任就任後はそれらをメインに据えつつ、現代音楽に至るまでの幅広いプログラムを組み、それは同時にN響自身のレパートリー拡大にもつながった。

## 録音・映像
録音には興味がなかった可能性もあるが、あまり恵まれなかった。『ばらの騎士』のワルツ集（N響）や東京放送合唱団を指揮したものがある他、ミシェル・オークレールの伴奏を務めたレコード（ブルッフのヴァイオリン協奏曲第1番、オーストリア交響楽団）や、戦前のウィーン国立歌劇場でのライヴの断片が残されている。
映像はN響との初共演となった『田園』や、ベッシュと共演したモーツァルトの『エクスルターテ・ユビラーテ』（いわゆる「モーツァルトのアレルヤ」）の映像が残されている。